# بهية الحريري
بهية الحريري (26 يونيو 1952 -)[بحاجة لمصدر]، نائبة بالبرلمان اللبناني. وهي أخت الرئيس رفيق الحريري.

## الحياة العلمية والعملية
- بعام 1970 تخرجت من دار المعلمين والمعلمات، وعملت بمهنة التدريس منذ تخرجها حتى عام 1979.
- بعام 1979 أصبحت رئيسة لمنظمة الحريري الذي أنشأها شقيقها رفيق الحريري.
- انتخبت لأول مرة نائبًا عن المقعد السني في قضاء صيدا في محافظة الجنوب عام 1992، وأعيد انتخابها لنفس المقعد بدورات عام 1996 و2000، وبالدورة البرلمانية لعام 2005 زكيت نائبًا عن المقعد السني في قضاء صيدا في محافظة الجنوب، وخاضت انتخابات مجلس النواب لعام 2009 بالتحالف مع الرئيس فؤاد السنيورة، واستطاعا تحقيق النجاح وحصد المقعدين المخصصين لدائرة صيدا. ثم فازت بالانتخابات النيابية أيضاً في قضاء صيدا في الانتخابات النيابية للعام 2018.[4]
- رأست لجنة التربية والتعليم العالي والثقافة في البرلمان بالإضافة لعضويتها في لجنة الشؤون الخارجية والمغتربين.
- هي سفيرة النوايا الحسنة مدى الحياة لمنظمة اليونسكو، كما تترأس المنظمة الإسلامية للتعليم العالي.
- منذ العام 1992 وهي عضوًا في مجلس أمناء الجامعة اللبنانية الأمريكية.
- رئيسة جمعية كشافة لبنان المستقبل منذ عام 1986.
- عينت وزيرًا للتربية والتعليم العالي من 11 يوليو 2008 إلى 9 نوفمبر 2009 وذلك في حكومة الرئيس فؤاد السنيورة في عهد الرئيس ميشال سليمان.

## حياتها الأسرية
متزوجة من مصطفى الحريري، ولديهما أربعة أبناء:
- نادر (مدير مكتب الرئيس سعد الدين الحريري).
- غنى.
- أحمد (أمين عام تيار المستقبل).
- علا.